# Főudvarnagyi bíráskodás
A főudvarnagyi bíráskodás Ausztriában illetve Magyarországon a királyi ház tagjainak illetve és más kiváltságos személyeknek az ügyeben való különbíráskodás volt.  A főudvarnagyi bíróságot Magyarországon az 1946. évi IV. törvény szüntette meg.
A főudvarnagyi bíráskodás szerve 1561-tő 1909-ig Magyarországon is az osztrák Főudvarnagyi hivatal volt; ezt követően Magyarországon a főudvarnagyi bíróság járt el.

## Főudvarnagyi hivatal
A királyi ház tagjainak és más kiváltságos személyeknek az ügyeiben előbb udvari hivatal, a Bécsben székelő főudvarnagyi hivatal osztrák bírák közreműködésével, az osztrák jog szerint bíráskodott. 
A Főudvarnagyi hivatal (ném. Obersthofmarschallamt), udvari hivatal, amely Magyarország tekintetében  1561 óta 1909-ig (Ausztriában később is) a királyi ház tagjainak és más kiváltságos személyeknek peres és peren kívüli ügyeiben bíráskodott a főudvarnagyi  hivatal irodaigazgatójának elnöklete alatt a bécsi elsőfokú törvényszék négy bírájának közreműködésével osztrák jog szerint. Határozata ellen a bécsi főtörvényszékhez, ha ennek a határozata megváltoztató, a legfőbb törvényszékhez lehet fellebbezni. A Főudvarnagyi hivatal bíráskodását, amelyet egyes felsőbírósági határozatok nálunk is elismertek, a magyar államjognak megfelelően az 1909. XVI. t.-cikkel létesített magyar főudvarnagyi  bíróság) váltotta fel.

## A főudvarnagyi bíróság
Ezt a magyar államjoggal össze nem férő állapotot megszüntette a magyar főudvarnagyi bíráskodásról szóló 1909. XVI. t-c, amely Budapesten a magyar állam egész területére, tehát a törvénykezés terén különben autonóm Horvát-Szlavónországokra is kiterjedő hatáskörrel magyar főudvarnagyi bíróságot állított fel, amely hármas tanácsban határoz. Elnökét, aki a főudvarnagyi hivatal létszámába tartozott, a király nevezte ki, a magyar miniszterelnök ellenjegyzésével, a birói hivatal viselésére képesített magyar állampolgárok közül; ugyancsak a király nevezte ki két ülnökét és helyettesüket magyar törvényszéki bírák közül ez alkalmazásuk tartamára. A per nyelve a magyar volt. A bíróság a király nevében ítélt a király nevében, fellebbviteli bíróságai: a budapesti ítélőtábla, s a Kúria, némi eltéréssel a budapesti törvényszékre fennálló rendes eljárás szabályai szerint járt el; előtte ügyvédi képviseletnek helye volt.

### Joghatósága
A főudvarnagyi bíróság joghatósága a következő személyekre terjedt ki:
- 1. a királyi ház tagjaira,
- 2. azokra, akikre eddig legfelsőbb intézkedések a főudvarnagyi hivatal bírói hatóságát kiterjesztették,
- 3. területenkívüliséget élvező személyekre, ha magukat a pernek alávetik.

E személyek ellen indított nem minden per tartozott azonban a főudvarnagyi bíróság elé, nevezetesen ingatlanra vonatkozó dologi perek, bérleti, haszonbérleti, bányabírósági, gyári, kereskedelmi, ipari telepükből, gazdaságukból származó perek stb. a rendes bíróságok hatás- körébe tartoznak, viszont a királyi ház tagjainak egymás közti magánjogi pereit és az ő személyállapotukat tárgyazó pereket a király dönti el vagy eldöntésüket választott bíróságra bízza. A főudvarnagyi bíróság elnöke, mind egyes bíró intézi — ha a király magának fenn nem tartja — a királyi ház tagjainak hitbizománya feletti felügyeletet, egyéb nem peres ügyeiket, ellenük vagy lakásukban végrehajtás foganatosítását, haláleset fel- vételét, leltározást stb., de a királyi ház tagja ellen ingóra irányuló foglalás iránti kérelem esetében az intézkedést a király magának tartja fenn; telekkönyvi s némely más ügy azonban a rendes bíróság elé tartozik. A főudvarnagyi bíróság joghatósága alá tartozó személyekkel szemben (ilyenek voltak pl. a Braganzai, Liechtenstein, Szász-Coburg-Gotha, Württemberg hercegi családok egyes tagjai stb.) vagy lakásukon bárkivel szemben birói kézbesítést vagy más hivatalos cselekményt szintén a főudvarnagyi bíróság elnöke, mint egyes bíró útján kell foganatosítani, akinek most elsorolt peren kívüli intézkedései ellen fellebbvitel nincs. A főudvarnagyi bíróságnak és elnökének, mint egyes bírónak ügyviteli szabályait 1909. június 10-i legfelsőbb elhatározással a király állapította meg.
A főudvarnagyi bíróságot Magyarországon az 1946. évi IV. törvény szüntette meg.